# Kerschlach

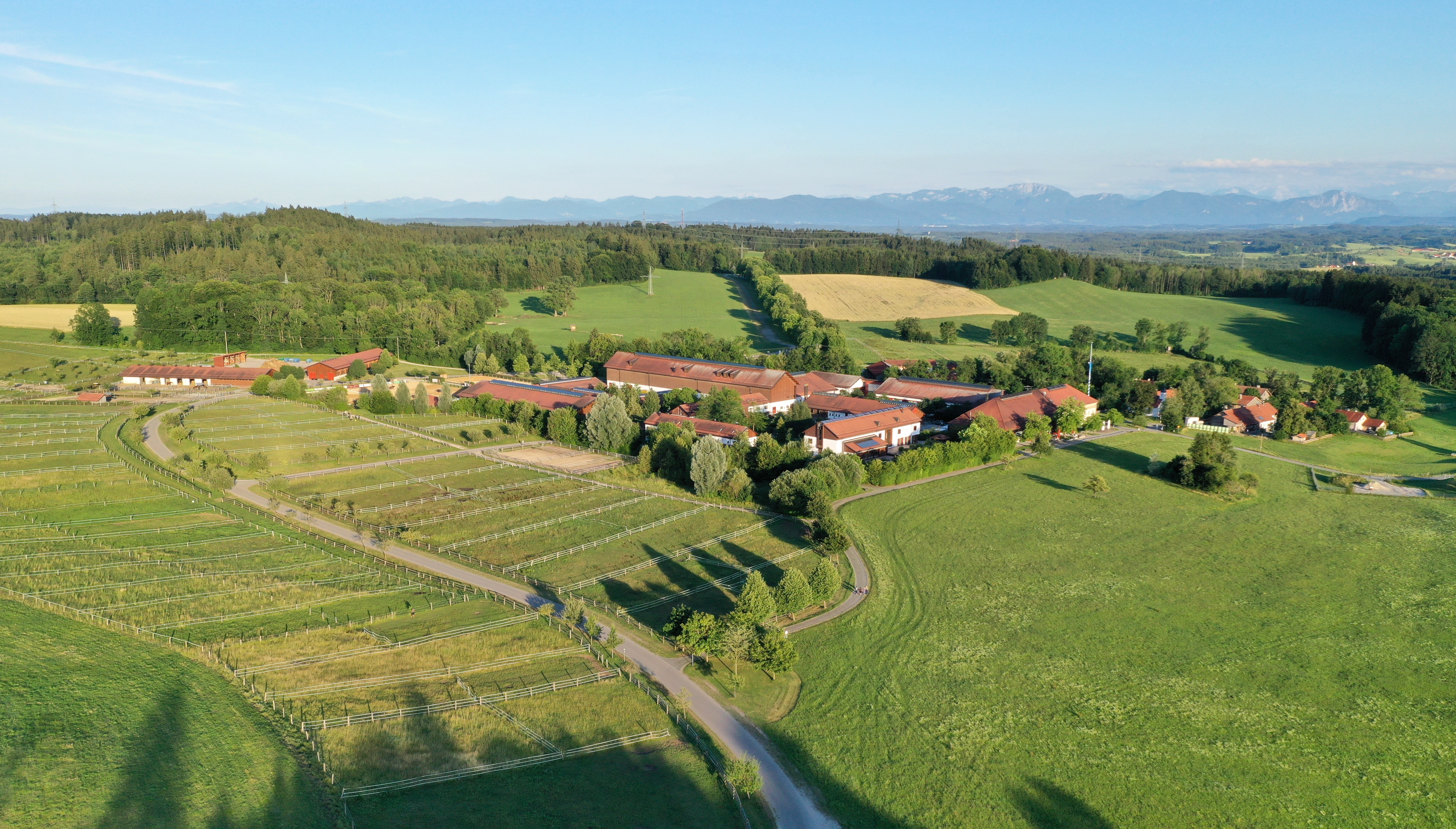
Das Gut Kerschlach

Der Weiler Kerschlach ist ein Gemeindeteil und eine Gemarkung der Gemeinde Pähl im oberbayerischen Landkreis Weilheim-Schongau. Pähl liegt in der Region Oberland.

## Geschichte

Gut Kerschlach um 1500

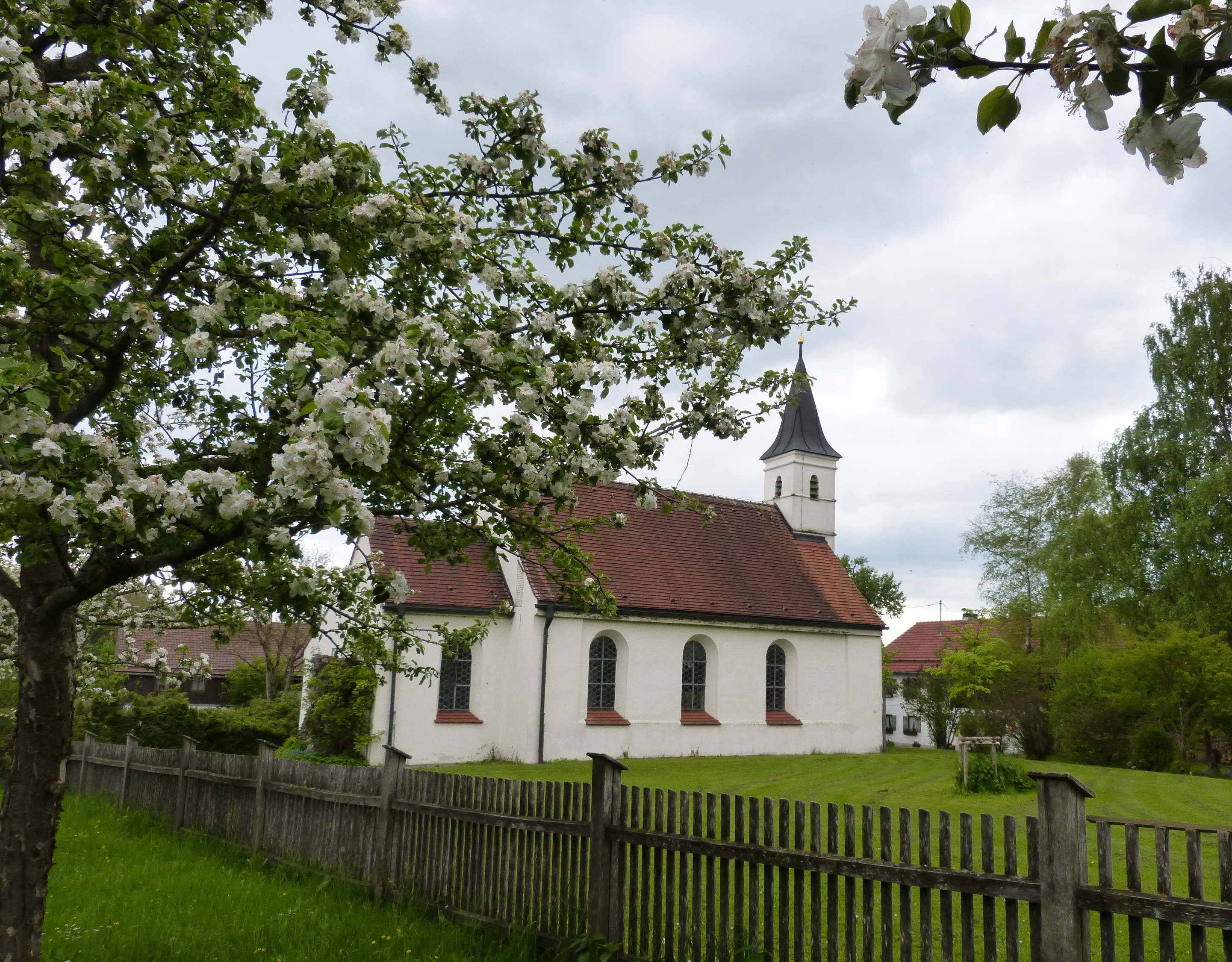
Kirche St. Ulrich

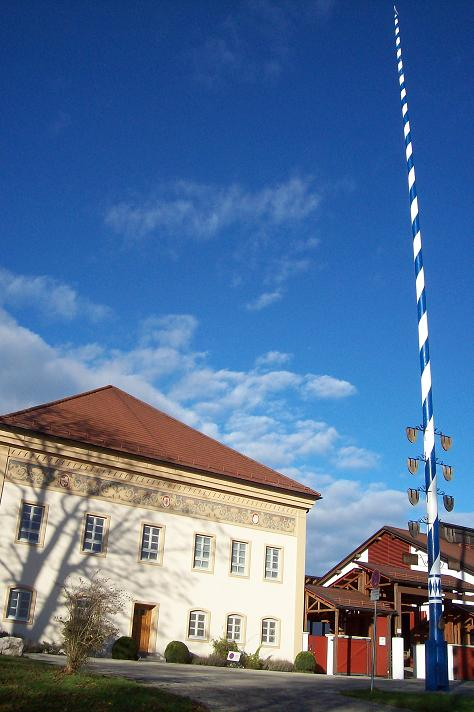
Herrenschlösschen Gut Kerschlach mit Zunftbaum

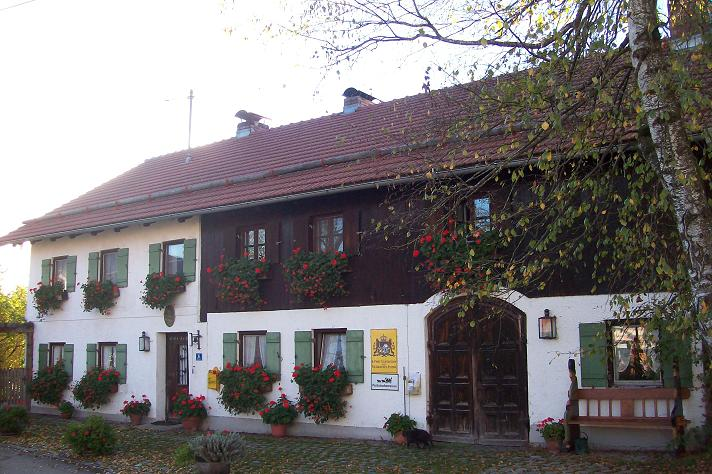
Fuhr- und Posthalterei Coaching in Bavaria in Kerschlach

Frühe Dokumente bezeichnen den Weiler als Cherslo – eine Viehweide im Sumpfgebiet, wobei der Ort eine Schneise in dem einst dichten und wildreichen Waldgebiet zwischen Ammersee und Würmsee bildete. Geschichtliche Quellen weisen den Weiler Kerschlach bereits im 11. Jahrhundert und bis zur Mitte des 12. Jahrhunderts als den „Bischöfen von Augsburg eigen“ nach: Die wohl älteste urkundliche Erwähnung Kerschlachs gründet auf dem 25. März 1159.
Im Laufe der Zeit führte Kerschlach viele Namensformen: Cherrsloh, Kherschla(g), Kherschlan, Kherslau. Das Steuerregister von 1403 führte das Gut unter dem Namen Kersloech mit drei abgabepflichtigen Höfen an, ohne jedoch den Grundherrn zu erwähnen. Fast ein Jahrzehnt später bezeichnet eine Gerichtsurkunde Weilheim am 18. September 1411 als Eigentümer Ulrich Ebran zu Wildenberg „über Gut Cherrslo“.
Im Jahr 1580 findet sich in einer „Beschreibung der Castenguetter im Weilhaimer Landgreicht ligendt“ unter den vier Hofmarchen des Mitterambtes, Bernried, Tutzing, Vischen auch „Kersohla“ aufgezählt mit der Bemerkung, sie seien alle ordentlich vermacht (genau abgegrenzt). Das Steuerbuch über das Schloss Seveldt (Seefeld) aus dem Jahre 1558 bezeichnete Chersloh als „ein claines Hofmärchlein… hat sechs Feuerstett“ (Anwesen). Dabei handelte es sich um ein Schlösschen oder Herrenhaus, eine Schenke und vier Höfe. Harte Arbeit kostete es, den kargen Moor- und Heideböden Feld- und Gartenfrucht abzuringen.
Im Jahr 1599 ging die Hofmark Vorderfischen-Kerschlach an das um die Mitte des 15. Jahrhunderts errichteten Benediktinerklosters Andechs: Laut Vertrag vom 28. Januar 1599 „zwischen dem Abt Alexander Sauter und den ‚Vormündern und Erben des Georg Schöttl‘ empfing das Kloster auf dem Heiligen Berg Kerschlach mit Sölden, Hueben, Taferne, siben und zwainzig Unterthanen an Pauren und Söldnern“…
Der Abt Sauten, Chronisten zufolge als ehemaliger Cellerar und Ökonom von Ottobeuren ein Mann vom Fach, strebte danach, die „vielen zerstreut liegenden Besitzungen zu verändern und durch Ankauf der Hofmarksgüter Kerschlach und Fischen … um die Summe von 10.000 Gulden“ mit dem Besitzgut zu vereinigen.
Besonders ertragsreich vermochte sich der Neuerwerb Kerschlachs für das oftmals „klamme“ Kloster Andechs allerdings kaum erweisen. Hagelschauer und Gewitterstürme vernichteten nur die Ernte.
Pater Maurus Friesenegger, der spätere Abt, berichtet schließlich 1634 von einem „Haus zu Kerschlach, so durch die Spanischen abgebrennt“, im Laufe des Dreißigjährigen Krieges durch die Soldaten der Armee des Generals Feria. Im August 1633 oder 34 wütete die gefürchtete Pest auch im kleinen Weiler Kerschlach. Friesenegger schildert den Schwarzen Tod: „Das Übel dieser Zeiten lässt sich ohne Schauder und Entsetzen gar nicht schreiben, noch denken. Nachdem dis Orth anno 1632 und 1633 zu grasierend feindtlichen Kriegsläuften ybl (übel) zerstörth, ruiniert und verderbt, seindt volgendes Jar 1634 darauf die Unterthanen mit laydtiger Infections Sucht (Pest) haimbgesucht worden. Daraus alle bis an (auf) Jacob Seemillers Wittib verstorben. Und also die Hofmarch und alle Guetter gans ed (öde) und lehr wordten.“
Allerorts herrschten in jener Epoche bitterste Armut und „höchste Teuerung“, so dass „oft in zehn Häusern nicht ein Kreuzer Geld war“. In der ganzen Gegend sei „kein Schaf, kein Schwein, keine Gans, keine Henne zu finden“ gewesen.
Im Zeitraum von 1645 bis 1659 entstand in Kerschlach anstelle der Höfe eine Schwaige, ein Ökonomiebetrieb mit Sennerei. Die ehemaligen Söldner dienten nun dem Kloster als Tagelöhner, halfen den Boden bebauen, die Ernte einbringen und verrichteten die ihnen zufallenden Arbeiten.
So blieb es bis zu Beginn des 19. Jahrhunderts. 1721 weiß der Chronist von einem Neubau zu berichten, dessen Fertigstellung dem Abt Maurus III. Braun „Anlass bot, eine kleine Festlichkeit daselbst zu veranstalten“. „Die Schwaige sei vorzüglich zur Pferdezucht bestimmt“, verraten die Aufzeichnungen. Der Abt sei „nach Keferloh gereist“, um „trotz der großen Anzahl eigener Pferde“ für das Gestüt „einen Zuchthengst und zwei Stuten“ zu kaufen.
Dass die Grunduntertanen von Kerschlach und den andern Wirtschaftsgütern ohne Verschuldung die oftmals schweren Zeitläufte überstanden – unter anderem langdauernde Viehseuchen oder immer wieder furchtbarer Hagel – verdankten sie den Benediktinern auf dem Heiligen Berg. Denn diese hatten als Grundherren – so meldete der kurfürstliche Kommissär von Göhl im Jahre 1802 seinem Auftraggeber nach München – „auf die ihnen zustehenden Getreidelieferungen und Abgaben an Naturalien … weitgehend verzichtet“. Dies änderte sich jedoch während der Säkularisation 1802/1803. Die Wirtschaftsgüter, unter ihnen Kerschlach, verödeten und fanden infolge der „allgemeinen Entwertung des Grundbesitzes und äußerst billiger Preise“ rasch Käufer.
Das Wirtschaftsgut Kerschlach mit Feld, Wald und Wiese, Rinderzucht und Pferdegestüt, Herrenhaus und Schwaige bot der Staat, der sich allen Klosterbesitz zu eigen gemacht hatte, 1803 zum Verkaufe feil. Noch im gleichen Jahr erwarb ihn der Landwirt Johann Baptist Stützle. Seit 1868 lag danach das Erbe in den Händen der drei Söhne Jakob, Johann und Isidor Stützle. Glaubwürdigen Berichten nach schien vor allem der älteste, Jakob, wenig Freude an landwirtschaftlicher Arbeit gezeigt zu haben. Nach dem Tod Johanns 1876, der mit 33 Jahren einem „Herzschlag erlag“, veräußerten die Brüder ihr Besitztum um 120.000 Goldmark an den Eigentümer des Stuttgarter Verlagspalastes und Schlossherrn von Tutzing, Eduard von Hallberger.
Kommerzienrat von Hallberger ließ Kerschlach durch Verwalter, später Pächter betreuen und sorgte übrigens auch dafür für die Neuanlage und Bewässerung des Fischweihers (heute Kerschlacher Weiher) – dieser war ursprünglich von Isodor Stützle vom Staat, welcher dazumal den Fischweiher im Zuge der Säkularisation beschlagnahmt hatte, zurückgekauft worden und üblicherweise in eine Wiese trockengelegt worden. Tochter Gabriele Gräfin Landberg übernahm nach dem unerwarteten Tode ihres Vaters im August 1880 das gesamte Erbe und damit auch Kerschlach.
Für Gräfin Landberg bedeutete das Gut Kerschlach gegen Ende des 19. Jahrhunderts wie manche andere ihrer Besitzungen „eine unerträgliche Last“. So gelangte die Schwaige durch Kauf in die Hand Theodors von Cramer-Klett. Als Schlossherr auf Hohenaschau im Chiemgau genoss er entsprechendes Ansehen und erfreute sich eines beträchtlichen Vermögens als Sohn des Reichsrates der Krone Bayerns und Begründers der MAN-Maschinenfabriken, Theodor von Cramer-Klett.
In dieser Zeit suchten die Missions-Benediktinerinnen nach einem Gut, um für die über hundert Mitglieder des 1902–1904 in Tutzing errichteten Mutterhauses das tägliche Brot zu erarbeiten. Theodor von Cramer-Klett bot ihnen nun seinen Besitz Kerschlach „fast über ein Menschenalter“ zur Pacht an. Am 8. November 1908 hielten schließlich vier Schwestern Einzug, ihre künftige Bleibe wurde das so genannte Herrenhaus oder Schlösschen.
Die Akten weisen für das dem Kloster überlassene Pachtgut über 500 Tagewerk, also knapp 170 Hektar Grundbesitz nach, davon etwa 10 Hektar Waldungen. Von den fast 136 Hektar Wiesen war allerdings ein Viertel „sauer“, die 10 Hektar steinigen Acker zwangen jedes Frühjahr zu mühsamem Auflesen und Sammeln des stets von neuem an die Oberfläche drängenden Schotters der kargen Moränenböden.
Insgesamt waren Feld und Flur stark vernachlässigt, die vormals fürsorglich bepflanzten Gärten völlig verwildert, Wohnhaus, Stallung, zwei Scheunen und die kleine Wagenremise verwahrlost: Die Schwaige galt in der Umgebung sogar als „verkommene Bauernwirtschaft“. Sämtliche Räume zeigten nichts als trostlose Leere.
Im ersten Erntejahr 1909 lieferten die vorher zu mangelhaft bearbeiteten Felder im Kampf mit dem üppig wuchernden Unkraut nur kärglichen Ertrag, das setzte sich zunächst auch in den Folgejahren fort. Um die verwilderten Gärten wieder nutzbar zu erhalten, hätte es bedeutend mehr Helfer bedurft, als Gut Kerschlach sich damals zu leisten vermochte. Fast hundert Obstbäume wurden gepflanzt, doch der Ertrag ließ auf sich warten. Wohl nur die Stallungen boten in jener Zeit einen Lichtblick. Ein halbes Dutzend Pferde, 20 Kühe und 8 Ochsen hatte das Mutterhaus der Ökonomie gesandt.
Aber den widrigen Verhältnisse trotzten die Missions-Benediktinerinnen: Noch vor Ausbruch des Ersten Weltkrieges 1914 äußerten die „Fachbehörden“ bereits ihre „Genugtuung über die Entwicklung Kerschlachs zu einem Mustergut“. Die Zeit bis 1918 verursachte zwar einen spürbaren Mangel an männlichen Dienstleuten, aber unterstützt von 13 gefangenen Russen und deren Aufsehern, gelang es den drei Kriegsuntauglichen des Gutes, einem Handamputierten und zwei Teenagern, allen Anforderungen gerecht zu werden. Nach dem Friedensschluss 1918 vermehrte sich das Personal auf etwa 35 Angestellte, die Schwesterngemeinschaft umfasste nun 25 Mitglieder.
Unermüdliches Arbeiten brachte Kerschlach schließlich nachhaltigen Erfolg. So errang die Stierzucht 1925 für das Prachtexemplar Major den Siegerehrenpreis, und der Verwalter Josef Damm empfing „als Anerkennung seiner Leistung eine goldene Uhr“. Wie schon in den zurückliegenden Jahrhunderten gefährdeten und vernichteten allerdings Frühjahrsfröste und Hagelschauer, Sommernässe und Herbstdürre die für das tägliche Brot nötigen Ernten, Betriebsunfälle ereigneten sich, kostbare Pferde verendeten, Maul- und Klauenseuchen bedrohten den Viehbestand. Zweimal, 1926 und 1930, entrannen Klostergut und Weiler nur knapp einem Großbrand. Es dauerte Monate, bis die Folgen dieses anscheinend durch Brandstiftung verursachten Großfeuers beseitigt und die erlittenen Verluste wettgemacht waren.
Die Plage der mühseligen Handarbeit auf dem Feld und in der Scheune vermochte allmählich der Einsatz landwirtschaftlicher Maschinen zu erleichtern. Ein Motorpflug und eine Dampfdreschmaschine halfen beim Anbau und der Erntearbeit. 1929 erfolgte dann „der Anschluss des Elektrischen an die Isarwerke“. Am 9. Februar 1934 wurde schlussendlich das Gut „mit allen zugehörigen Ackern und Feldern“ käuflich erworben.
Einer der gefahrvollsten Epoche erlebte das Klostergut während des Zweiten Weltkrieges 1939 bis 1945 – so gefährdeten unter anderem Tiefflieger das Klostergut. Im Übrigen ließen sich nur mit Hilfe von kriegsgefangenen Franzosen Anbau- und Erntearbeiten, Stalldienst und Molkerei bewältigen.
Schließlich interessierte sich die Gestapo für das zukünftige Staatsgut samt Küche und Keller, Metzgerei, Milchkammer, Geflügelhof und Garten. Am 9. Mai 1941 erlebte das Klostergut seine Beschlagnahmung: Schwestern und Personal wurden dienstverpflichtet.
Das ersehnte Kriegsende löste langfristig nicht den Mangel an landwirtschaftlichen Arbeitskräften. Als weitere Kriegsfolge gestaltete sich die zunehmende Wildschweinplage problematisch: Wiesen, Getreidefelder und Kartoffeläcker litten immer häufiger Schaden.
In den folgenden Jahrzehnten entstanden Remisen, die Raum boten für eine Kombi zum Kartoffel- und Rübenbau, für Mähdrescher und einen Heuauflader, für Zugmaschinen und einen Bagger.
In den 1980er und 1990er präsentierte sich das Klostergut als ein moderner Landwirtschaftsbetrieb mit 146 ha. Der Viehbestand wies 260 Rinder und einen Zuchtstier auf. 80 Kühe füllten den Liegenboxenlaufstall auf Spaltenboden mit Treibmist. In einem Doppelsechserfischgrätenmelkstand lieferten sie täglich zweimal Milch. Die 40 ha Ackerboden umfassten Maisanbau-, Weizen-, Gerste- und Haferfelder, dazu eine Fläche für Klee-Gras-Gemenge. Ladewagen, Fahr- und Tiefsilos sowie Bergehallen dienten dem Einbringen und Stapeln der Ernte.